# Convocazioni al campionato europeo femminile under 19 di pallavolo 2022
Elenco delle giocatrici convocate per la fase finale del campionato europeo under 19 2022.

## Croazia
| N° | Nome            | Ruolo | Data di nascita   | Squadra      |
| -- | --------------- | ----- | ----------------- | ------------ |
| -  | Saša Ivanišević | All   | 13 settembre 1983 | -            |
| 1  | Tia Kovčo       | L     | 31 ottobre 2005   | Split        |
| 2  | Ana Petriško    | L     | 8 gennaio 2004    | Olimpik      |
| 3  | Bianka Lulić    | C     | 19 giugno 2005    | La Jolla HS  |
| 4  | Taisa Weinand   | S     | 29 giugno 2004    | Osijek       |
| 6  | Ena Zajec       | S     | 3 gennaio 2004    | Nebo         |
| 7  | Petra Brkičić   | P     | 23 giugno 2005    | HAOK Rijeka  |
| 8  | Ivana Ćubelić   | C     | 27 aprile 2004    | Split        |
| 9  | Viktoria Trcol  | C     | 18 settembre 2004 | HAOK Rijeka  |
| 10 | Marija Tabak    | O     | 7 febbraio 2005   | Split        |
| 11 | Ana Burilović   | S     | 17 febbraio 2005  | Split        |
| 12 | Mara Štiglić    | S     | 21 novembre 2005  | HAOK Rijeka  |
| 13 | Kate Lijić      | P     | 19 aprile 2005    | Split        |
| 14 | Lara Škoro      | S     | 9 dicembre 2005   | Pula         |
| 15 | Aurora Papac    | C     | 27 aprile 2005    | HAOK Mladost |

## Finlandia
| N° | Nome                | Ruolo | Data di nascita  | Squadra       |
| -- | ------------------- | ----- | ---------------- | ------------- |
| -  | Nikolas Buser       | All   | 9 ottobre 1984   | Kuortaneen    |
| 1  | Veera Help          | L     | 5 febbraio 2005  | Kuortaneen    |
| 2  | Oona Rasinperä      | S     | 15 gennaio 2004  | Kuortaneen    |
| 6  | Moona Tarkiainen    | P     | 1 giugno 2004    | Kuortaneen    |
| 8  | Iida Pöllänen       | C     | 12 marzo 2005    | Kuortaneen    |
| 9  | Ella Peltomaa       | C     | 20 maggio 2005   | Kuortaneen    |
| 10 | Joanna Kallinen     | P     | 15 febbraio 2004 | Kuortaneen    |
| 11 | Miia-Maria Mäkikyrö | C     | 16 gennaio 2005  | Woman         |
| 12 | Venla Kujala        | C     | 5 maggio 2004    | Vaasan Kiisto |
| 14 | Neea-Maria Joki     | O     | 14 agosto 2004   | Kangasala     |
| 15 | Juulia Jäppinen     | L     | 30 luglio 2004   | Kuortaneen    |
| 16 | Heini Ahtola        | S     | 22 marzo 2004    | Vampula       |
| 17 | Hanna Kastarinen    | C     | 12 gennaio 2006  | Kuortaneen    |
| 22 | Tiia Heikkinen      | P     | 4 gennaio 2004   | Nurmon Jymy   |
| 25 | Selma Räsänen       | O     | 9 gennaio 2004   | Vampula       |

## Grecia
| N° | Nome                   | Ruolo | Data di nascita   | Squadra          |
| -- | ---------------------- | ----- | ----------------- | ---------------- |
| -  | Anestīs Giannakopoulos | All   | 16 agosto 1966    | -                |
| 1  | Euaggelia Tanī         | P     | 22 luglio 2004    | Arīs Salonicco   |
| 2  | Anna-Christina Mprouma | O     | 6 ottobre 2006    | Apollon Patrasso |
| 3  | Paraskeuī Zafeiriou    | S     | 8 luglio 2006     | Nauarchos Votsis |
| 5  | Elenī Papadopoulou     | L     | 17 febbraio 2004  | PAOK             |
| 6  | Aikaterinī Kampourī    | L     | 14 settembre 2004 | Arīs Salonicco   |
| 7  | Alexandra Merodoulakī  | P     | 22 febbraio 2005  | PAOK             |
| 8  | Errika-Pelagia Gravarī | C     | 4 novembre 2006   | Markopoulo       |
| 11 | Aikaterinī Korre       | O     | 21 luglio 2006    | Amazones         |
| 12 | Vasilikī Euaggeliou    | S     | 9 dicembre 2005   | Markopoulo       |
| 14 | Aggelikī Syristatidī   | S     | 21 febbraio 2004  | Olympiakos       |
| 15 | Spyridoula Kominī      | S     | 23 febbraio 2005  | SFAM Foivos      |
| 17 | Aikaterinī Allagiannī  | C     | 15 giugno 2004    | Markopoulo       |
| 18 | Argyrō Dīmītrakakou    | S     | 7 luglio 2005     | Iōnikos Nikaias  |
| 20 | Geōrgia Aggelopoulou   | O     | 11 febbraio 2005  | Olympias         |

## Italia
| N° | Nome              | Ruolo | Data di nascita   | Squadra      |
| -- | ----------------- | ----- | ----------------- | ------------ |
| -  | Marco Mencarelli  | All   | 23 febbraio 1963  | -            |
| 1  | Nausica Acciarri  | C     | 25 settembre 2004 | Club Italia  |
| 2  | Nicole Modesti    | C     | 16 marzo 2004     | Pro Victoria |
| 3  | Dominika Giuliani | S     | 26 novembre 2004  | Club Italia  |
| 4  | Virginia Adriano  | O     | 22 luglio 2004    | Chieri '76   |
| 5  | Matilde Munarini  | C     | 3 giugno 2004     | Imoco        |
| 6  | Ilaria Batte      | P     | 27 giugno 2005    | Volleyrò     |
| 7  | Giulia Viscioni   | S     | 13 agosto 2004    | Volleyrò     |
| 9  | Manuela Ribechi   | L     | 15 febbraio 2004  | Club Italia  |
| 10 | Viola Passaro     | P     | 30 novembre 2004  | Club Italia  |
| 13 | Arianna Gambini   | L     | 14 aprile 2005    | Anderlini    |
| 14 | Lisa Esposito     | S     | 25 settembre 2005 | Club Italia  |
| 15 | Julia Ituma       | O     | 8 ottobre 2004    | Club Italia  |
| 17 | Omonigho Atamah   | C     | 1º marzo 2005     | Volleyrò     |
| 20 | Anna Bardaro      | L     | 29 aprile 2005    | Imoco        |

## Macedonia del Nord
| N° | Nome                 | Ruolo | Data di nascita  | Squadra          |
| -- | -------------------- | ----- | ---------------- | ---------------- |
| -  | Stefan Paunović      | All   | 4 aprile 1991    | -                |
| 1  | Ana Janičiḱ          | S     | 12 maggio 2004   | Vardar           |
| 2  | Meri Boškovska       | O     | 6 giugno 2005    | Janta            |
| 3  | Nadica Anteska       | L     | 12 aprile 2004   | Janta            |
| 4  | Marija Paketova      | C     | 7 maggio 2004    | Nakovski         |
| 6  | Sofija Pandeva       | P     | 18 luglio 2005   | -                |
| 7  | Dobrina Hadži Toseva | S     | 18 marzo 2005    | Nakovski         |
| 8  | Mihaela Cvetanovska  | P     | 11 aprile 2004   | Pelister         |
| 10 | Mila Doldurova       | S     | 16 dicembre 2004 | Univerzitet Štip |
| 12 | Mila Vakuvska        | S     | 4 gennaio 2004   | -                |
| 13 | Mila Ǵorgievska      | P     | 8 giugno 2006    | -                |
| 14 | Anastasija Ovnarska  | S     | 24 giugno 2005   | Janta            |
| 17 | Adea Vela            | C     | 13 gennaio 2007  | -                |
| 18 | Iva Stojkoska        | C     | 25 aprile 2005   | Janta            |
| 19 | Zorana Stankovska    | L     | 9 febbraio 2004  | Vardar           |

## Paesi Bassi
| N° | Nome                | Ruolo | Data di nascita   | Squadra          |
| -- | ------------------- | ----- | ----------------- | ---------------- |
| -  | Eric Meijer         | All   | 26 settembre 1989 | -                |
| 1  | Pippa Molenaar      | L     | 31 maggio 2005    | Apollo 8         |
| 2  | Sanne Konijnenberg  | P     | 30 agosto 2004    | Zwolle           |
| 3  | Noa de Vos          | S     | 24 aprile 2004    | Talent Team      |
| 5  | Suus Gerritsen      | C     | 7 ottobre 2005    | Dynamo Apeldoorn |
| 6  | Marije Ten Brinke   | C     | 19 aprile 2004    | Apollo 8         |
| 7  | Aysha Meering       | O     | 28 marzo 2007     | Dynamo Apeldoorn |
| 9  | Dagmar Mourits      | S     | 13 marzo 2004     | Sliedrecht       |
| 10 | Jet Kok             | S     | 17 luglio 2004    | Zwolle           |
| 11 | Emily Silderhuis    | C     | 19 gennaio 2004   | Zwolle           |
| 12 | Tess Leemreize      | S     | 24 giugno 2004    | Veracles         |
| 13 | Veerle Buchwald     | L     | 20 febbraio 2005  | Alterno          |
| 14 | Nicole van de Vosse | S     | 16 giugno 2004    | Talent Team      |
| 15 | Carlijn Radstake    | P     | 26 luglio 2005    | Dynamo Apeldoorn |
| 22 | Sanne Wagener       | C     | 17 gennaio 2004   | Zwolle           |

## Polonia
| N° | Nome                  | Ruolo | Data di nascita   | Squadra          |
| -- | --------------------- | ----- | ----------------- | ---------------- |
| -  | Wieslaw Popik         | All   | 6 settembre 1962  | -                |
| 1  | Magda Kubas           | L     | 28 gennaio 2004   | Legionovia       |
| 3  | Karolina Staniszewska | S     | 20 settembre 2004 | Kalisz           |
| 4  | Pola Janicka          | P     | 3 marzo 2004      | Kalisz           |
| 7  | Natalia Bandurska     | S     | 24 novembre 2004  | Wieżyca Stężyca  |
| 8  | Martyna Podlaska      | O     | 31 maggio 2006    | Wieżyca Stężyca  |
| 10 | Natalia Kecher        | C     | 1 febbraio 2004   | Kalisz           |
| 11 | Klaudia Łyduch        | L     | 19 febbraio 2004  | Kalisz           |
| 13 | Oliwia Nastawska      | C     | 20 aprile 2005    | Kalisz           |
| 14 | Rozalia Moszyńska     | C     | 9 marzo 2005      | Energetyk Poznań |
| 15 | Olga Musiał           | S     | 17 giugno 2004    | Energetyk Poznań |
| 16 | Edyta Wacławczyk      | C     | 28 agosto 2004    | MKS              |
| 17 | Justyna Jankowska     | C     | 5 gennaio 2004    | Energetyk Poznań |
| 20 | Wiktoria Szewczyk     | P     | 17 settembre 2007 | Pałac Bydgoszcz  |
| 21 | Barbara Latos         | O     | 21 marzo 2004     | AZS-AWF Warszawa |

## Romania
| N° | Nome             | Ruolo | Data di nascita  | Squadra                 |
| -- | ---------------- | ----- | ---------------- | ----------------------- |
| -  | Marius Macarie   | All   | ?                | -                       |
| 1  | Eva Vizitiu      | L     | 14 novembre 2007 | Universitatea Craiova   |
| 2  | Gabriela Dumitru | S     | 6 febbraio 2004  | Dacia Mioveni           |
| 4  | Antonia Gheți    | S     | 25 febbraio 2006 | Turda                   |
| 5  | Tara Cristea     | C     | 29 ottobre 2004  | Dinamo Bucarest         |
| 7  | Maria Nemeș      | P     | 14 luglio 2005   | Dinamo Bucarest         |
| 8  | Bianca Grama     | C     | 23 maggio 2005   | Turda                   |
| 9  | Iarina Axinte    | P     | 16 giugno 2005   | Alba-Blaj               |
| 11 | Andra Badiu-Savu | C     | 11 agosto 2004   | Lugoj                   |
| 13 | Carla Parv       | S     | 11 marzo 2007    | Universitatea Timișoara |
| 16 | Beatrice Iliescu | S     | 2 giugno 2006    | Universitatea Craiova   |
| 17 | Dalia Vîrlan     | C     | 18 febbraio 2005 | Dinamo Bucarest         |
| 18 | Alexandra Ion    | L     | 25 agosto 2004   | Dinamo Bucarest         |
| 19 | Denisa Cheluță   | O     | 6 aprile 2004    | Alba-Blaj               |
| 22 | Teodora Iancu    | S     | 10 aprile 2004   | Dinamo Bucarest         |

## Serbia
| N° | Nome               | Ruolo | Data di nascita | Squadra                |
| -- | ------------------ | ----- | --------------- | ---------------------- |
| -  | Vladimir Vasović   | All   | 23 giugno 1975  | TENT                   |
| 1  | Elena Baić         | P     | 31 agosto 2005  | Spartak Subotica       |
| 2  | Nina Mandović      | P     | 29 ottobre 2004 | TENT                   |
| 4  | Iva Šućurović      | C     | 28 luglio 2004  | Omladinac              |
| 6  | Hena Kurtagić      | C     | 27 agosto 2004  | TENT                   |
| 7  | Jovana Zelenović   | O     | 13 giugno 2004  | Jedinstvo Stara Pazova |
| 8  | Stefana Pakić      | L     | 28 aprile 2004  | TENT                   |
| 9  | Ksenija Tomić      | S     | 10 marzo 2004   | Partizan               |
| 11 | Anja Zubić         | S     | 21 agosto 2004  | Partizan               |
| 13 | Bojana Popović     | S     | 21 aprile 2004  | TENT                   |
| 14 | Aleksandra Uzelac  | S     | 27 luglio 2004  | Železničar Lajkovac    |
| 15 | Dina Župić         | L     | 27 luglio 2004  | Novi Pazar             |
| 17 | Una Vajagić        | S     | 2 luglio 2004   | Omladinac              |
| 18 | Anastasija Ivković | S     | 3 febbraio 2005 | Sterija                |
| 25 | Maša Kirov         | C     | 16 agosto 2005  | Beograd                |

## Slovenia
| N° | Nome                 | Ruolo | Data di nascita  | Squadra           |
| -- | -------------------- | ----- | ---------------- | ----------------- |
| -  | Samo Miklavc         | All   | 21 ottobre 1974  | Branik            |
| 2  | Urška Cikač          | L     | 13 maggio 2004   | Branik            |
| 4  | Adela Škoflek        | S     | 17 febbraio 2004 | Formis            |
| 5  | Selena Leban         | S     | 23 aprile 2005   | Gorica            |
| 7  | Ula Gorjup           | P     | 11 aprile 2005   | Vital             |
| 9  | Žana Godec           | C     | 28 marzo 2004    | Formis            |
| 14 | Isa Ramić            | O     | 18 febbraio 2004 | Branik            |
| 15 | Nika Milošič         | C     | 20 giugno 2005   | Formis            |
| 17 | Neja Čižman          | C     | 18 giugno 2004   | Kamnik            |
| 18 | Žana Halužan Sagadin | P     | 9 giugno 2004    | Formis            |
| 20 | Tia Koren            | C     | 8 luglio 2004    | Spodnja Savinjska |
| 21 | Neja Vidali          | S     | 9 aprile 2004    | Spodnja Savinjska |
| 22 | Ajda Gornjec Hodnik  | C     | 1 ottobre 2005   | Flip-Flop         |
| 23 | Polona Frelih        | O     | 28 aprile 2004   | Krim              |
| 24 | Nina Svetina         | O     | 8 marzo 2005     | Vital             |

## Svizzera
| N° | Nome                 | Ruolo | Data di nascita   | Squadra             |
| -- | -------------------- | ----- | ----------------- | ------------------- |
| -  | Frieder Strohm       | All   | 16 ottobre 1988   | -                   |
| 4  | Julie Monge          | P     | 29 febbraio 2004  | Cheseaux            |
| 5  | Jael Heim            | S     | 21 luglio 2005    | Aarau               |
| 6  | Caroline Delley      | L     | 21 luglio 2005    | Neuchâtel           |
| 7  | Shana Haegele        | S     | 5 settembre 2004  | Sm'Aesch Pfeffingen |
| 9  | Sheyla Bögli         | C     | 26 luglio 2005    | Aarau               |
| 10 | Sindi Mico           | S     | 21 aprile 2004    | Züri Unterland      |
| 11 | Alina Stäuble        | S     | 4 aprile 2005     | Aarau               |
| 12 | Mia Lüthi            | P     | 21 settembre 2004 | Aadorf              |
| 13 | Magdalena Kneubühler | C     | 18 agosto 2004    | Aarau               |
| 15 | Svenja Wenger        | S     | 17 gennaio 2005   | Züri Unterland      |
| 17 | Milena Zoller        | L     | 6 dicembre 2004   | Aarau               |
| 18 | Melissa Stewart      | C     | 21 ottobre 2004   | Köniz               |
| 19 | Amélie Lengweiler    | S     | 24 febbraio 2004  | Züri Unterland      |
| 21 | Noelle Schenker      | S     | 8 giugno 2004     | Aarau               |

## Turchia
| N° | Nome                 | Ruolo | Data di nascita  | Squadra           |
| -- | -------------------- | ----- | ---------------- | ----------------- |
| -  | Reşat Yazıcıoğulları | All   | 10 maggio 1959   | Karşıyaka         |
| 1  | Yasemin Narlıoğlu    | L     | 2 settembre 2004 | VakıfBank         |
| 2  | Selen Kıran          | P     | 12 luglio 2004   | Karşıyaka         |
| 3  | Hatice Ege           | C     | 25 ottobre 2004  | Karşıyaka         |
| 4  | Beren Yeşilırmak     | O     | 1 giugno 2005    | Galatasaray       |
| 5  | Melisa Bükmen        | S     | 24 febbraio 2004 | VakıfBank         |
| 6  | Berka Özden          | C     | 16 aprile 2004   | VakıfBank         |
| 10 | Dilay Özdemir        | P     | 15 agosto 2005   | Eczacıbaşı        |
| 11 | Bianka Mumcular      | O     | 18 giugno 2006   | Beşiktaş          |
| 13 | Tuanna Mallı         | S     | 6 ottobre 2005   | VakıfBank         |
| 14 | Pelin Eroktay        | O     | 14 novembre 2004 | Sarıyer           |
| 15 | Fatma Demir          | S     | 24 maggio 2004   | Edremit Altınoluk |
| 16 | Bengisu Aygün        | C     | 25 novembre 2004 | Beşiktaş          |
| 17 | Eylül Durgun         | O     | 4 febbraio 2005  | Beşiktaş          |
| 18 | Berre Ince           | L     | 12 febbraio 2004 | Fenerbahçe        |